# Aleuria luteonitens
Aleuria luteonitens är en svampart som först beskrevs av Berk. & Broome, och fick sitt nu gällande namn av Claude-Casimir Gillet 1887. Aleuria luteonitens ingår i släktet Aleuria och familjen Pyronemataceae.  Arten är reproducerande i Sverige. Inga underarter finns listade i Catalogue of Life.